# Сокровище синагоги в Освенциме

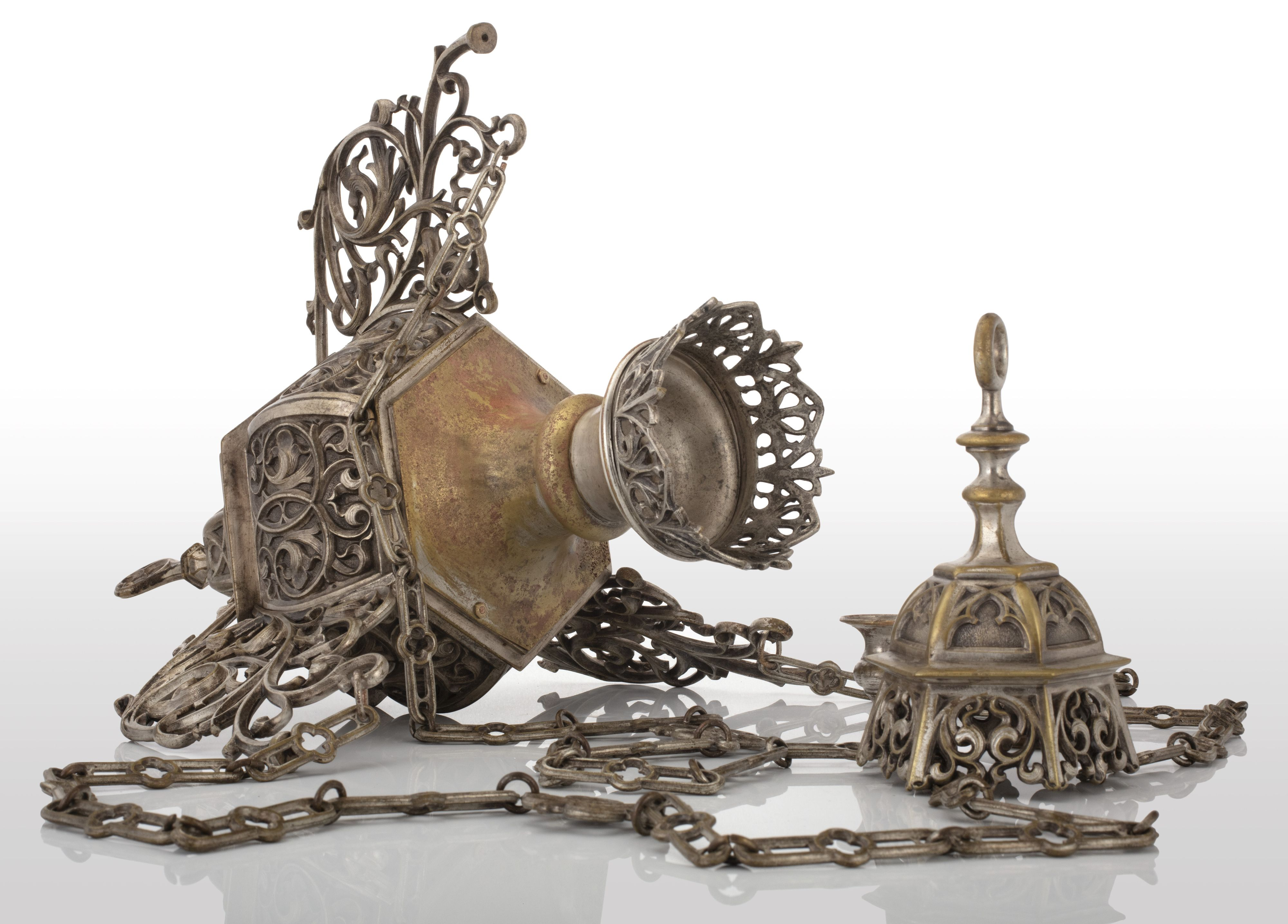
Медная лампа Нер Тамид

Сокровище синагоги в Освенциме — археологическая находка, насчитывающая около 400 предметов из Большой синагоги в Освенциме, обнаруженная в 2004 году археологами из Университета Николая Коперника в Торуни во главе с доктором Малгожатой Група (пол. Małgorzata Grupa).

## История

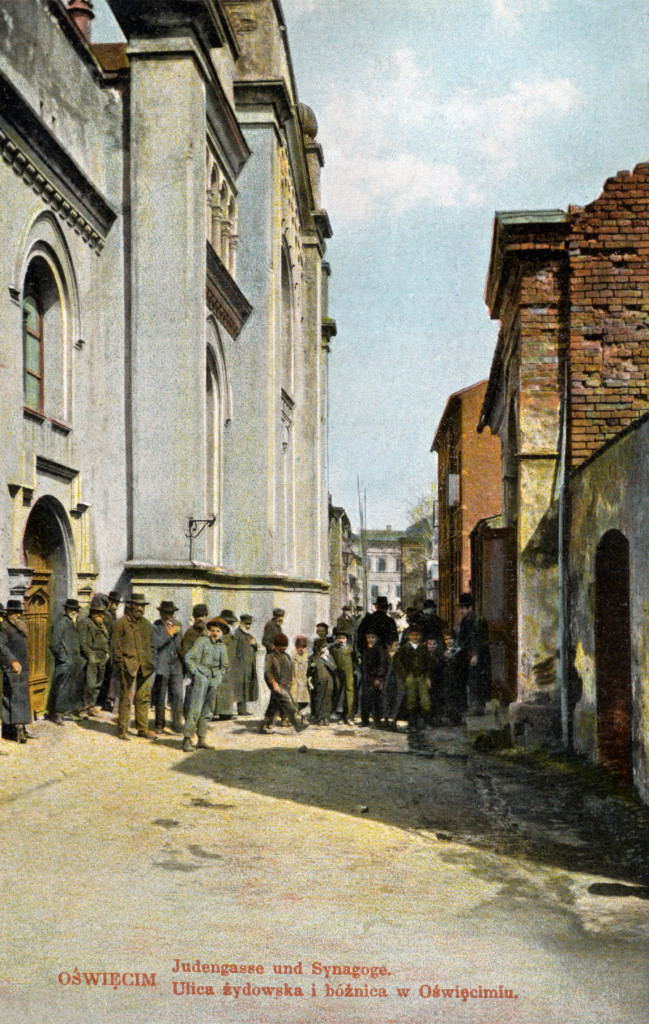
Великая синагога на открытке

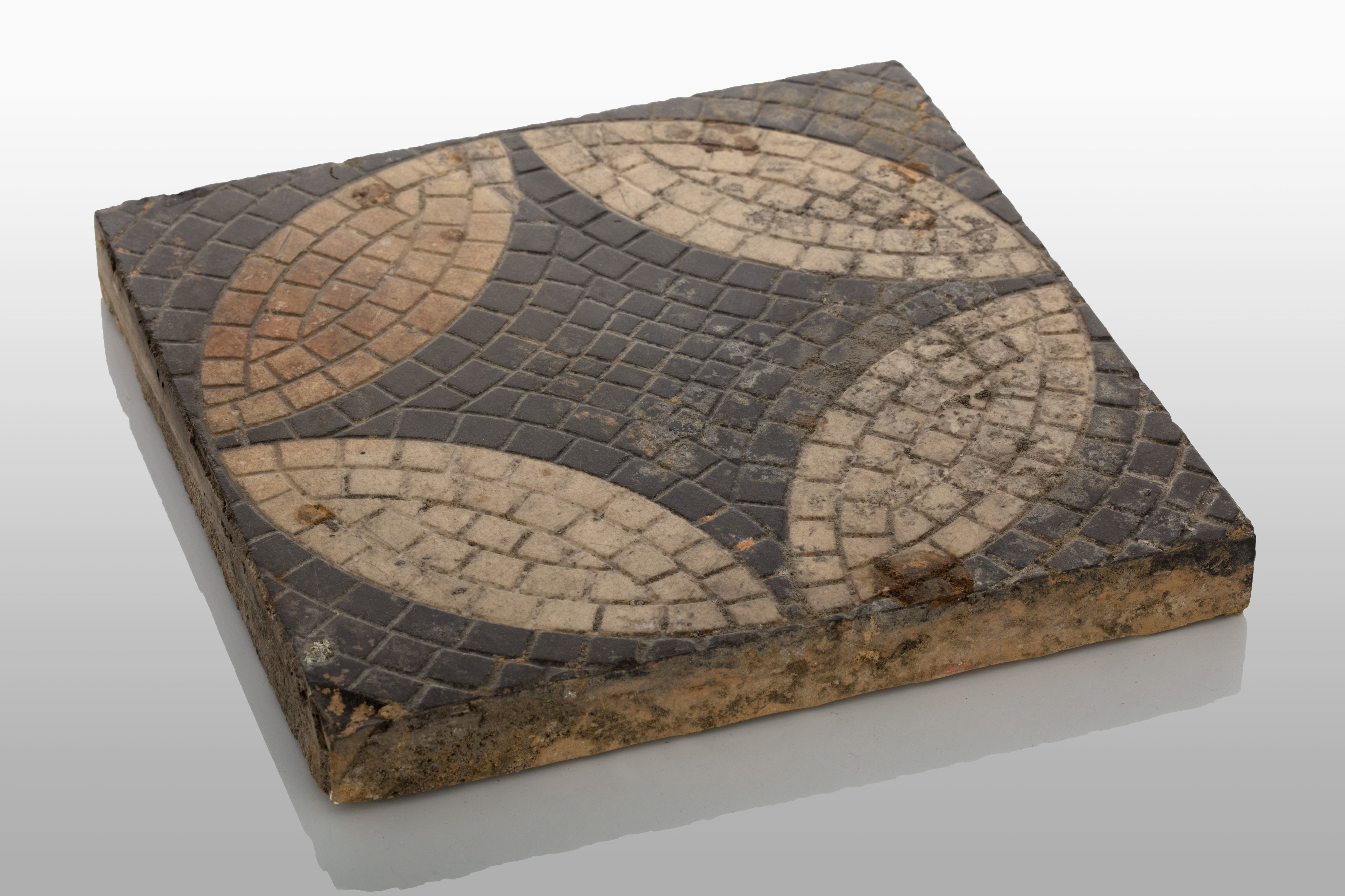
Напольная плитка Великой синагоги в Освенциме

С 28 мая по 29 июня 2004 года на месте, где до 1939 года стояла Великая синагога в Освенциме, командой из Университета Николая Коперника в Торуни под руководством доктора Малгожаты Група (пол. Małgorzata Grupa) проводились археологические раскопки.
Раскопки были организованы в связи с подтверждёнными сведениями о том, что после начала Второй мировой войны в синагоге были спрятаны исторические предметы. Информация опиралась на рассказ Ишаяху Ярота, бывшего жителя Освенцима, пережившего Холокост, который описал историю сокрытия предметов и историю Леона Шенкера, возглавлявшего местную еврейскую общину в первые дни немецкой оккупации. В 1998 году, в возрасте 90 лет, Ярот случайно встретил Ярива Норнберга, молодого израильтянина, который только что уволился из армии и собирался посетить лагеря уничтожения в Польше. Затем Ярот вспомнил момент, когда увидел, как люди закапывают то, что он принял за два металлических ящика. Он также нарисовал карту, чтобы помочь исследователям найти скрытые объекты. Предметы, вероятно, были спрятаны по инициативе тогдашнего раввина Великой синагоги Элиягу Бомбаха в первые дни войны в метре под полом в углу синагоги, под лестницей, ведущей в женские галереи. Их разобрали перед тем, как закопать. Инициаторами работы были Норнберг и режиссёр Яхали Гат из Израиля, а также спонсорами были Конференция по материальным претензиям евреев к Германии и частные спонсоры. Работы начались вскоре после того, как еврейская община Бельско-Бялы получила от муниципального управления Освенцима разрешение на возврат участка в соответствии с Законом 1997 года о реституции еврейской собственности. Целью исследований и раскопок было также тщательное изучение местности и достижение фундамента первой деревянной синагоги.

## Археологические работы

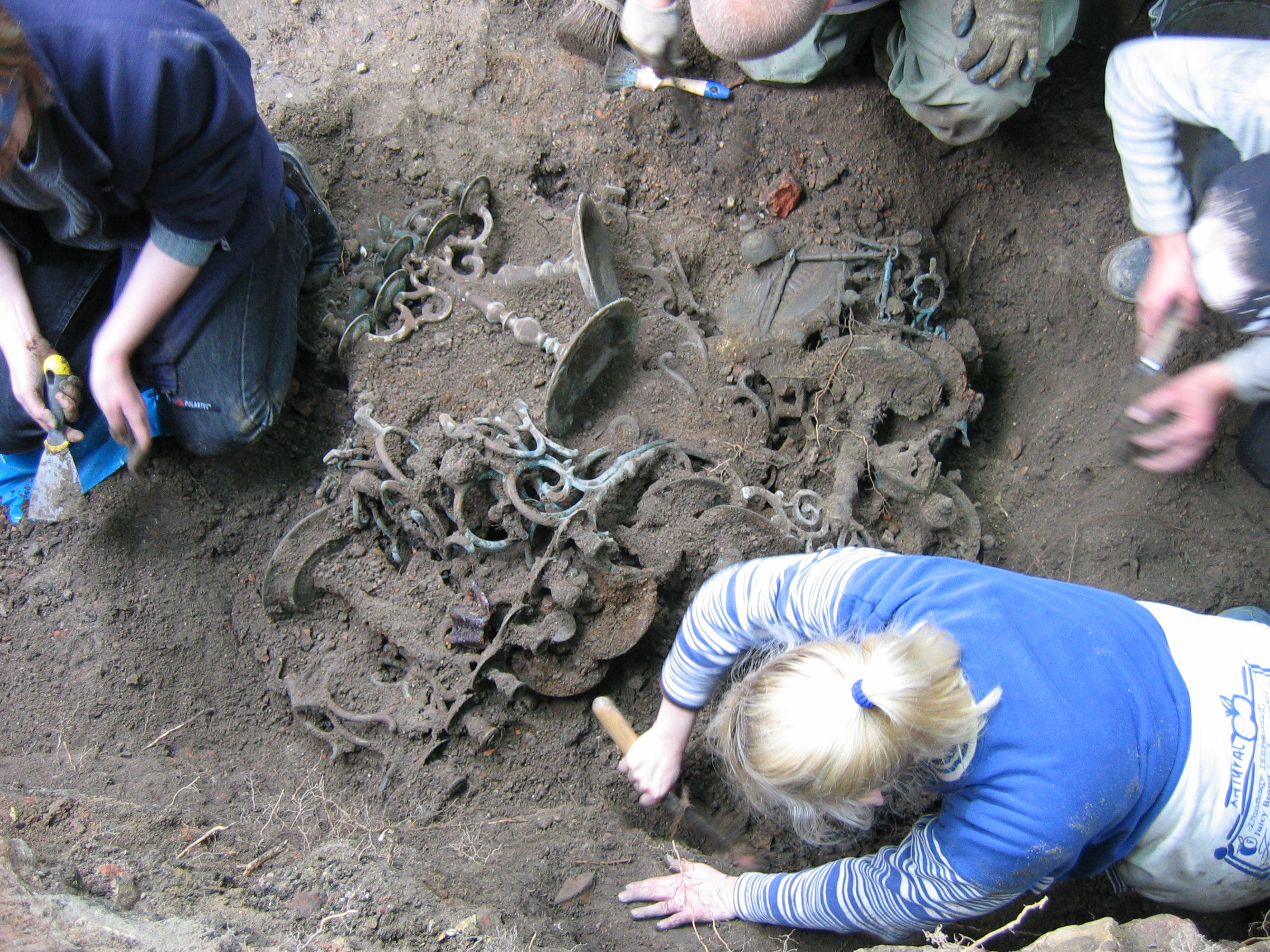
Археологические раскопки, 2004

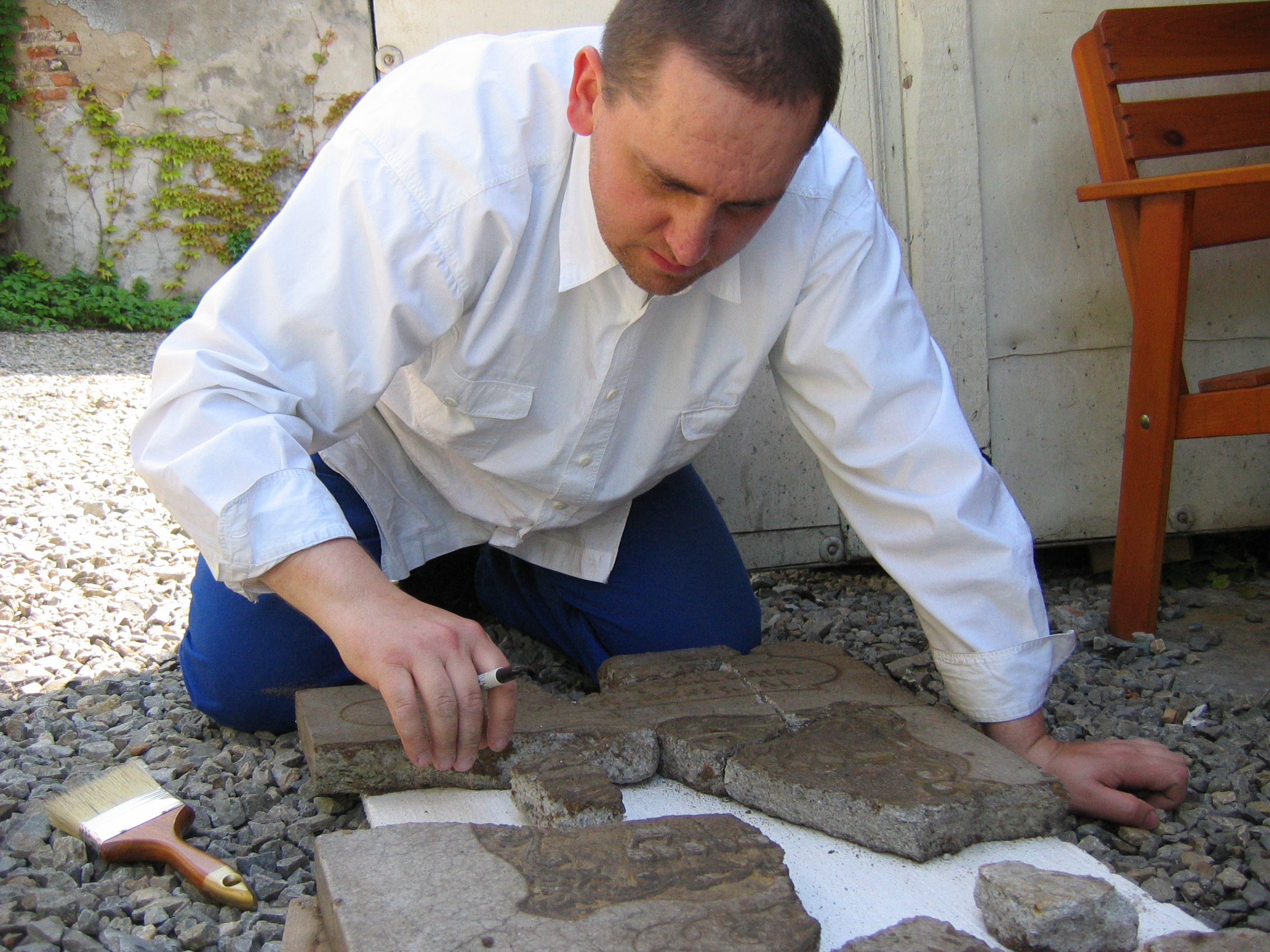
Историк Яцек Прошик собирает элементы таблицы шивити, 2004

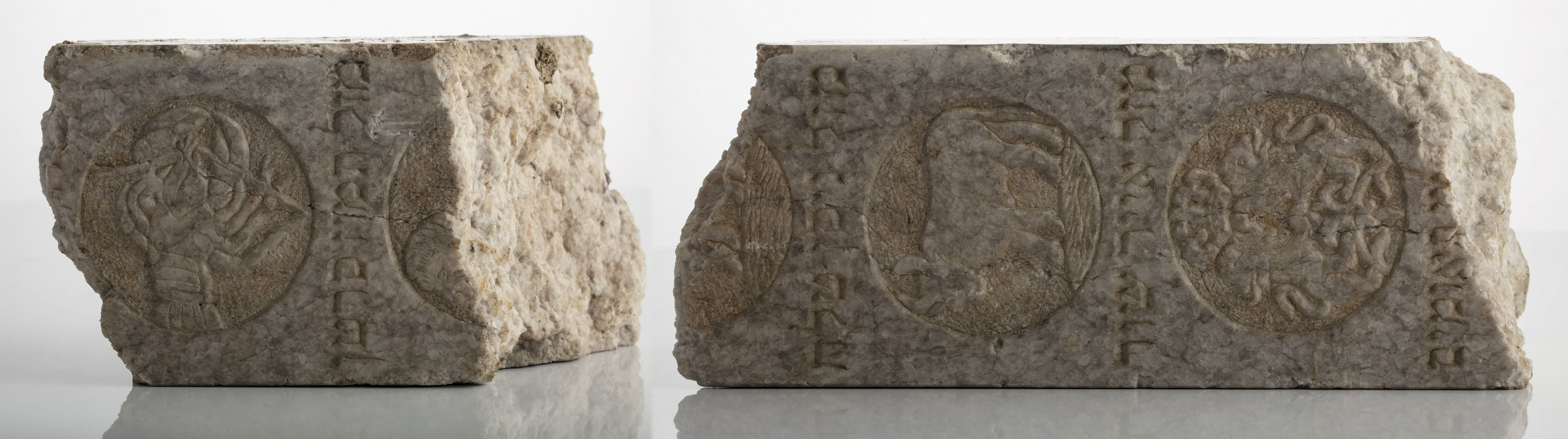
Фрагменты мрамора со знаками Зодиака

В течение первых трёх недель археологи обнаружили лишь небольшие керамические изделия, монеты начала XIX века и мемориальную доску в честь раввина начала XX века. Только в середине июня был найден клад в углу бывшей синагоги. По воспоминаниям Джишаджаху Ярота, свитки Торы были спрятаны вместе с антикварными предметами. Однако найти их так и не удалось. По другим данным, они были спрятаны на еврейском кладбище в Освенциме.
Изначально археологи, основываясь на рассказе Джишаджаху Джарота, вели раскопки в двух предполагаемых местах. Однако в ходе изысканий поначалу ничего ценного обнаружить не удалось, и археологи приступили к раскопкам древнего фундамента синагоги. Предметы были найдены в последнем из предполагаемых мест, указанных археологам, всего за несколько дней до окончания четырёхнедельных раскопок.
Во время раскопок был снят документальный фильм «Сокровище в Освенциме» режиссёра Яхали Гата. Бывшие еврейские жители Освенцима Адам Друкс и Лолек Лерер, проживающие в Израиле, также участвовали в его съёмках.

## Артефакты

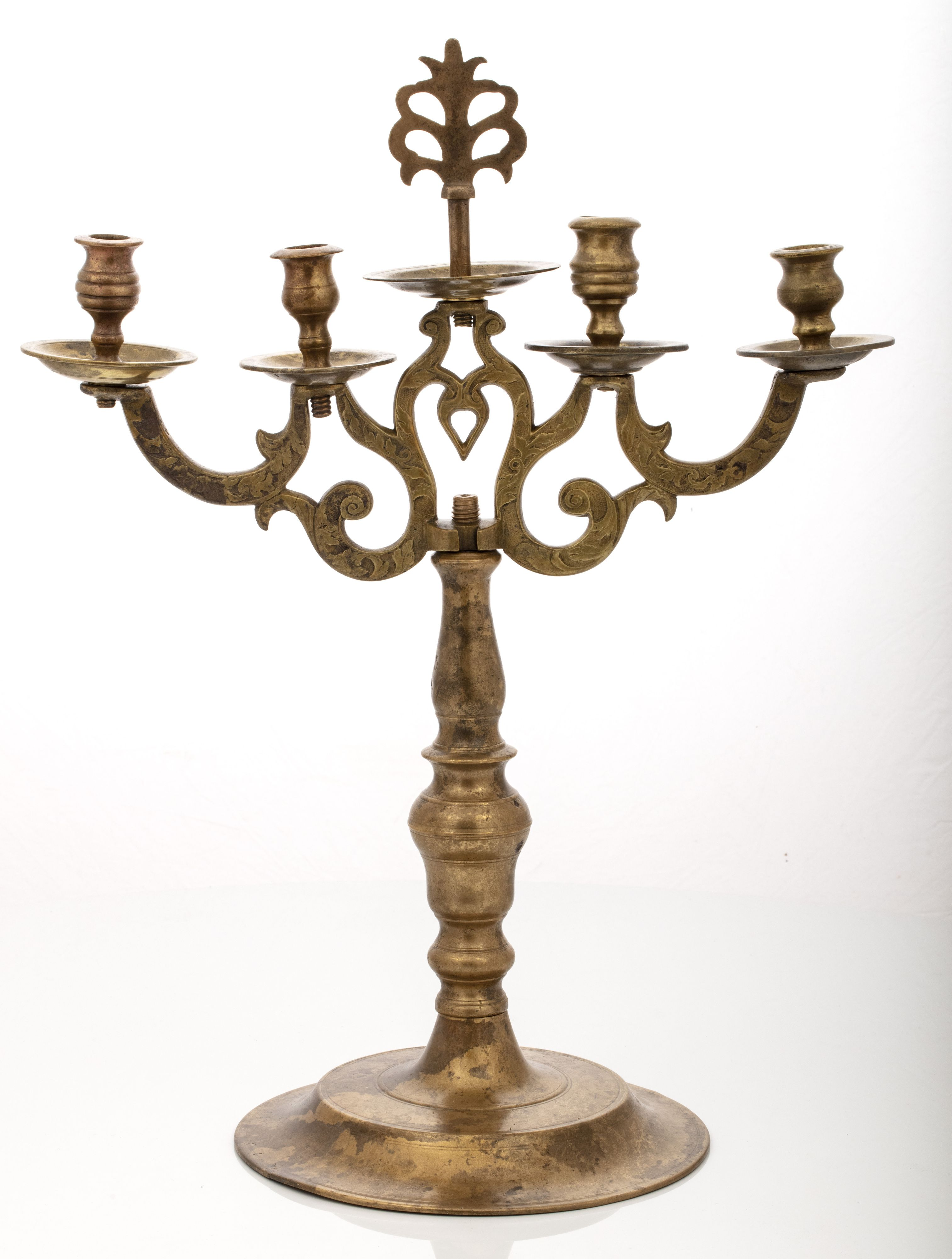
Четырёхрожковый подсвечник

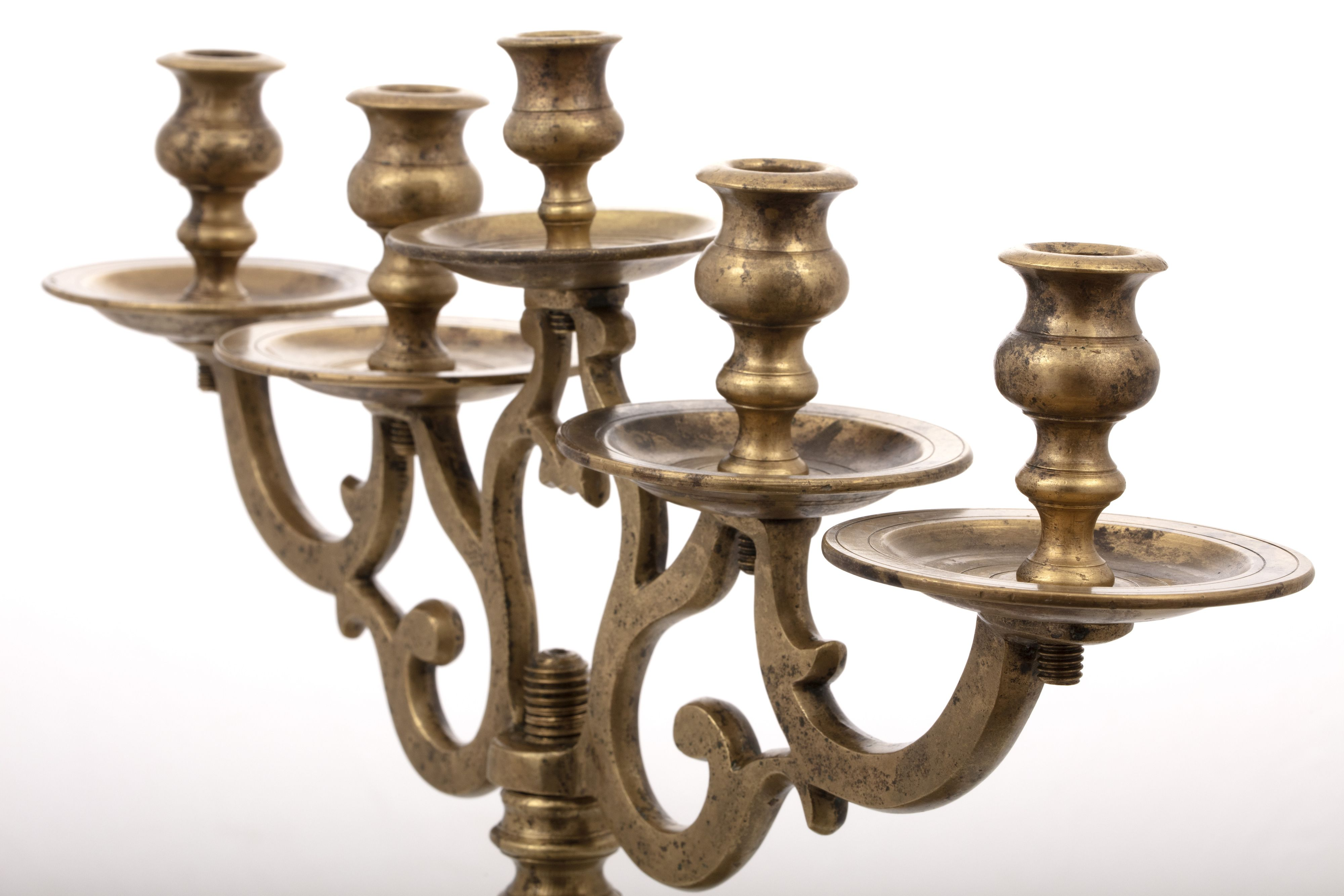
Пятирожковый подсвечник

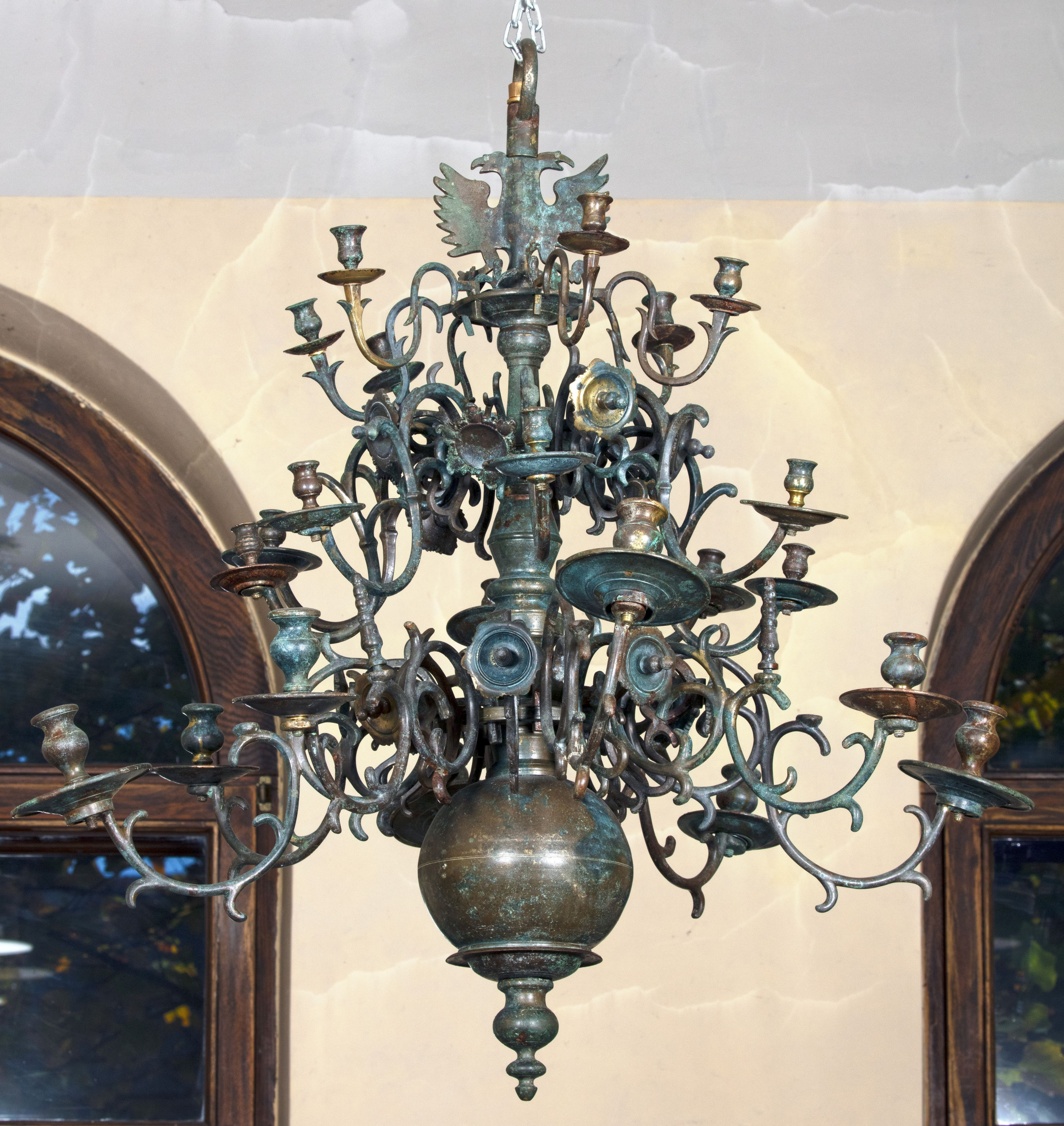
Подвесная люстра на выставке в музее еврейского центра Аушвиц в Освенциме

Во время раскопок было обнаружено более 400 предметов, которые являлись частью интерьера синагоги до войны. Были найдены декоративные плитки для пола синагоги, декоративные мраморные элементы ковчега Арона Кодеша, церемониальное блюдо для мытья рук, обугленные фрагменты молитвенников и памятные таблички.
На заключительном этапе раскопок была найдена основная часть памятников. Среди них были, медные лампы Нер Тамид, многочисленные ханукальные подсвечники и люстры второй половины XIX века.
Также во время раскопок были обнаружены руины нацистских бункеров, вырытых внутри синагоги. Кроме того были найдены мебель, скамейки, сожжённые книги и элементы с надписями на иврите.
Ценные находки были переданы в еврейский центр «Аушвиц» в Освенциме, где артефакты были каталогизированы, инвентаризированы и восстановлены. Некоторые предметы из Великой синагоги выставлены на постоянной выставке в Еврейском музее, который является частью Центра. На выставке представлены, в частности, лампа Нер Тамид, многочисленные подсвечники, мраморные украшения и полностью сохранившаяся подвесная люстра.